# Eugen Levit
Eugen Levit (13. června 1850 Hořice – 12. listopadu 1900 Hořice) byl český lékař židovského původu žijící a působící ve východočeských Hořicích. Významně se zasadil o vznik zdejší okresní nemocnice, kterou posléze vedl a kde prosadil řadu pokrokových opatření, včetně důsledné dezinfekce pacientů, lékařů a operačních nástrojů, jakožto v první nemocnici mimo velká města v českých zemích. Byl otcem chirurga Jana Levita.

## Život

### Mládí
Narodil se v domě č. 164 na hlavním náměstí v Hořicích do židovské rodiny lékaře Víta Levita (1811–1877), původem z Miletína. V šestnácti letech zažil přechod válečné fronty prusko-rakouské války a asistoval svému otci při ošetřování raněných v hořickém kostele po bitvě u Hradce Králové 3. července 1866.
Školu navštěvoval ve Dvoře Králové, poté studoval na gymnáziu v Hradci Králové a Praze, následně nastoupil ke studiu medicíny na Vídeňské univerzitě, kde byl mj. žákem prof. Eduarda Alberta, s nímž se spřátelil.
Po vypuknutí rusko-turecké války o území Bulharska, které bylo pod nadvládou Osmanské říše, se jako stoupenec nezávislosti jihoslovanských národů rozhodl dobrovolně narukovat jako vojenský lékař do řad srbské armády a pracoval tam ve vojenské nemocnici, za což byl po skončení války roku 1878 oceněn několika vyznamenáními.

### Hořice
Následně se navrátil do rodných Hořic, kde navázal na otcovu lékařskou praxi a stal se známým a vyhledávaným lékařem. Dlouhodobě pak vyvíjel snahu o vznik městské nemocnice, vybudované a řízené dle moderních medicínských předpisů, především s akcentem na antiseptické zásady. K zakoupení pozemku pro výstavbu nemocnice došlo pak roku 1882, samotný areál s kapacitou 64 lůžek byl pak dokončen roku 1889. Levit se stal jejím primářem a postaral se o progresivní řízení nemocnice. Osobně vypracoval hygienický řád, jehož aplikací se hořická nemocnice stala prvním zdravotnickým ústavem v českých zemích s tehdy moderními sterilizačními standardy. Stejné prvenství si Levit připsal ještě před jejím otevřením, když jako první na českém venkově provedl laparotomii. Mj. také přispíval do Časopisu lékařů českých.

### Úmrtí

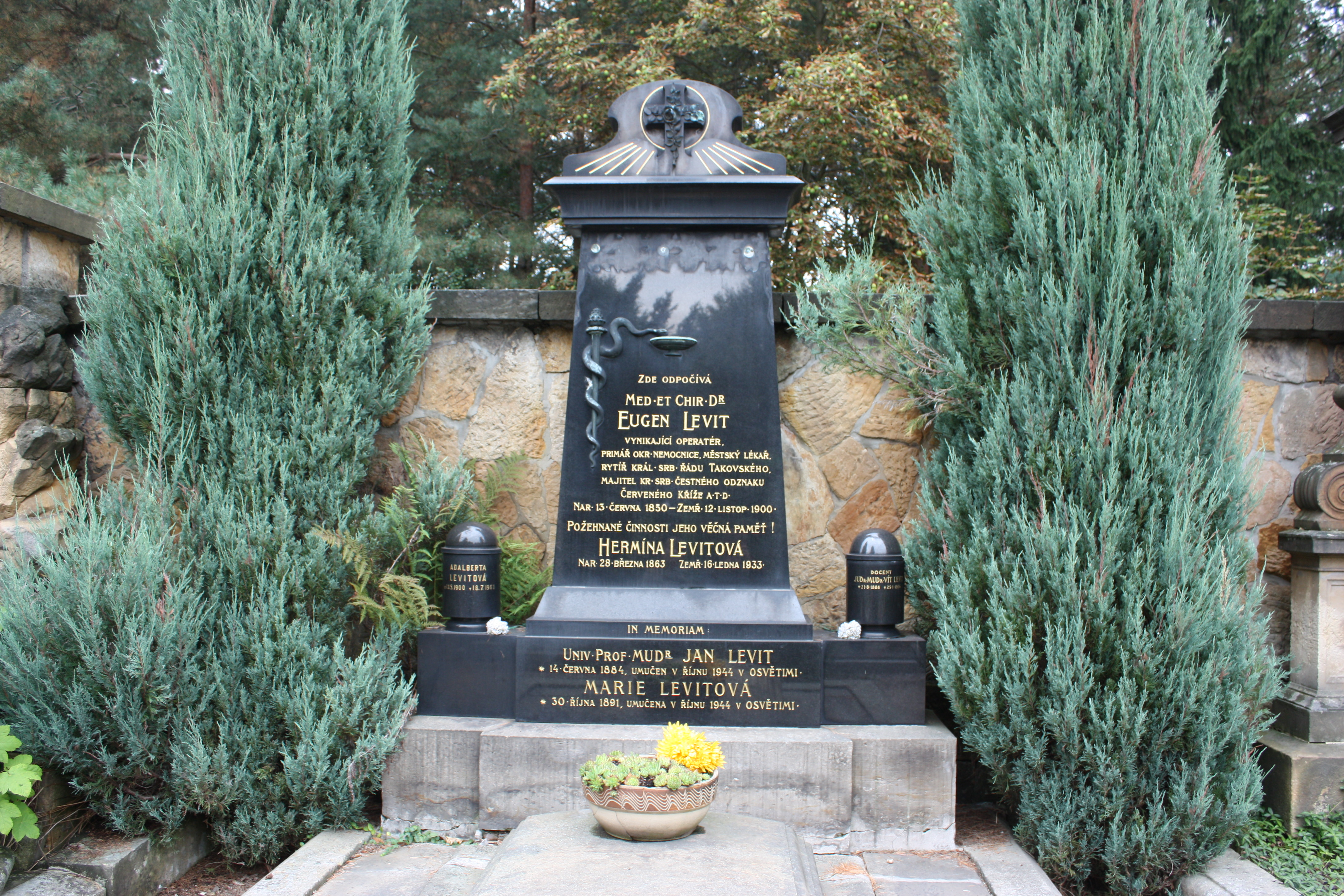
Hrobka rodiny Levitovy na hřbitově sv. Gotharda v Hořicích

Eugen Levit zemřel 12. listopadu 1900 ve věku 50 let. Příčinou úmrtí byla otrava krve poté, co se při operaci zranil. Pohřben byl na hořickém hřbitově u sv. Gotharda v rozsáhlé rodinné hrobce.

### Rodinný život
S manželkou Hermínou (1863–1933) měli několik dětí. Syn Jan vystudoval medicínu a věnoval se chirurgické praxi v Praze, mj. v Nemocnici na Bulovce. Během německé okupace Československa byl na základě norimberských zákonů deportován do koncentračního tábora Terezín, kde po jistou dobu rovněž operoval. V říjnu 1944 byl deportován do koncentračního tábora Osvětim, kde zahynul. V Osvětimi zahynula i Eugenova jediná dcera Marie (1891–1944), která zůstala svobodná.